# Mijn story
Mijn story is een lied van de Nederlandse rapper Lijpe. Het werd in 2020 als single uitgebracht en stond in heftzelfde jaar als eerste track op het album Dagboek.

## Achtergrond
Mijn story is geschreven door Abdel Achahbar en Jason Mungroop en geproduceerd door JasonXM. Het is een nummer uit het genre nederhop. Het is een lied waarin de artiest over zijn leven vertelt. Hij bedankt zijn fans, zegt hoe hij aan zijn geld komt en noemt hoe hij met andere dingen omgaat. Het is een lied dat kort voor het album Dagboek als single werd uitgebracht, een album dat net het lied zijn leven beschouwt en waarin hij adviezen geeft aan de luisteraars. De single heeft in Nederland de gouden status.

## Hitnoteringen
De rapper had succes met het lied in de Nederlandse en Vlaamse hitlijsten. Het kwam tot de zesde plaats van de Single Top 100 en stond vijf weken in de lijst. De Top 40 werd niet bereikt; het kwam tot de tiende positie van de Tipparade. In Vlaanderen had het geen notering in de Vlaamse Ultratop 50. Het kwam hier tot de 31e plek van de Ultratip 100.